# Domusnovas
Domusnovas är en ort och kommun i provinsen Sydsardinien i regionen Sardinien i sydvästra Italien. Kommunen hade 6 145 invånare (2017).